# Dayus membranaceus
Dayus membranaceus är en insektsart som beskrevs av Qin 2007. Dayus membranaceus ingår i släktet Dayus och familjen dvärgstritar. Inga underarter finns listade i Catalogue of Life.